# Vidoje Blagojević
Vidoje Blagojević (Видоје Благојевић), född 22 juni 1950 i Bratunac, är en före detta bosnienserbisk officer. Under Bosnienkriget 1992–1995 var han befälhavare för Bratunac-brigaden, som ingick i Republika Srpskas armé. I januari 2005 fällde Internationella krigsförbrytartribunalen för det forna Jugoslavien Blagojević för medansvar för folkmord och krigsförbrytelser i samband med Srebrenicamassakern. Han dömdes till 18 års fängelse. Straffet fastställdes senare samma år till 15 år. Blagojević frisläpptes dock redan i december 2012.